# Sun Jiao
Sun Jiao (chinesisch 孫皎) war der dritte Sohn von Sun Jing, dem Bruder des Han-Generals Sun Jian. Sein älterer Bruder war Sun Yu.
Für die Verteidigung der Stadt Ruxu gegen Cao Cao wurde Sun Jiao hoch gelobt. Nach Huang Gais Tod übernahm Sun Jiao das Kommando über dessen Truppen. Mit ihnen bewährte er sich in der Schlacht immer wieder und hielt sogar gegen Guan Yu stand.